# H.C. Dobbe
Hugo Cornelis Dobbe (Sassenheim, 26 januari 1832 – 's-Hertogenbosch, 11 februari 1903) was  een Nederlands architect en beeldhouwer. Hij wordt in de literatuur doorgaans H.C. Dobbe genoemd.

## Leven en werk
Dobbe was een zoon van timmerman Cornelis Dobbe en Anna Cunera van der Velden. Hij huwde in 1862 met Maria van Pelt (1838-1875) en ze kregen vier kinderen, waaronder de latere missionaris Jozef. Hij hertrouwde in 1878 met Alida van Vught, bij wie hij twee kinderen kreeg. Zij overleed op 49-jarige leeftijd in 1885. 
Dobbe had een steenhouwerij in Den Bosch en handelde in natuurstenen onder de naam Firma H.C. Dobbe en Van Pelt of kortweg Dobbe Van Pelt. Dobbe ontwierp diverse gebouwen, maar op begraafplaats Orthen zijn ook een aantal door hem ontworpen grafmonumenten vinden. Daaronder is hoogstwaarschijnlijk ook het het grafmonument voor zijn eigen gezin. Dat bestaat uit een natuurstenen grafkist, met een gebeeldhouwd gedrapeerd rouwlaken. Er werden vijf leden van de familie Dobbe bijgezet. 

## Portfolio
- 1870 - Raadhuis van Vlijmen
- 1872 - Sint-Servatiuskerk, Megen
- 1879 - Heilige Willibrorduskerk, Hedel  - verwoest in WOII
- 1883 - Sint-Lambertuskerk,  Haarsteeg
- 1884 - Klooster in Berghem (Noord-Brabant)
- 1887 - Heilige Lambertuskerk,  Orthen - gesloopt 1962
- 1889 - Sint-Jozefsgesticht Orthen, voor de zusters van de Choorstraat. Beter bekend als de Meerwijck
- 1893 - Gymnasium Sint Norbertus, Heeswijk-Dinther. De bouwstijl is neorenaissance

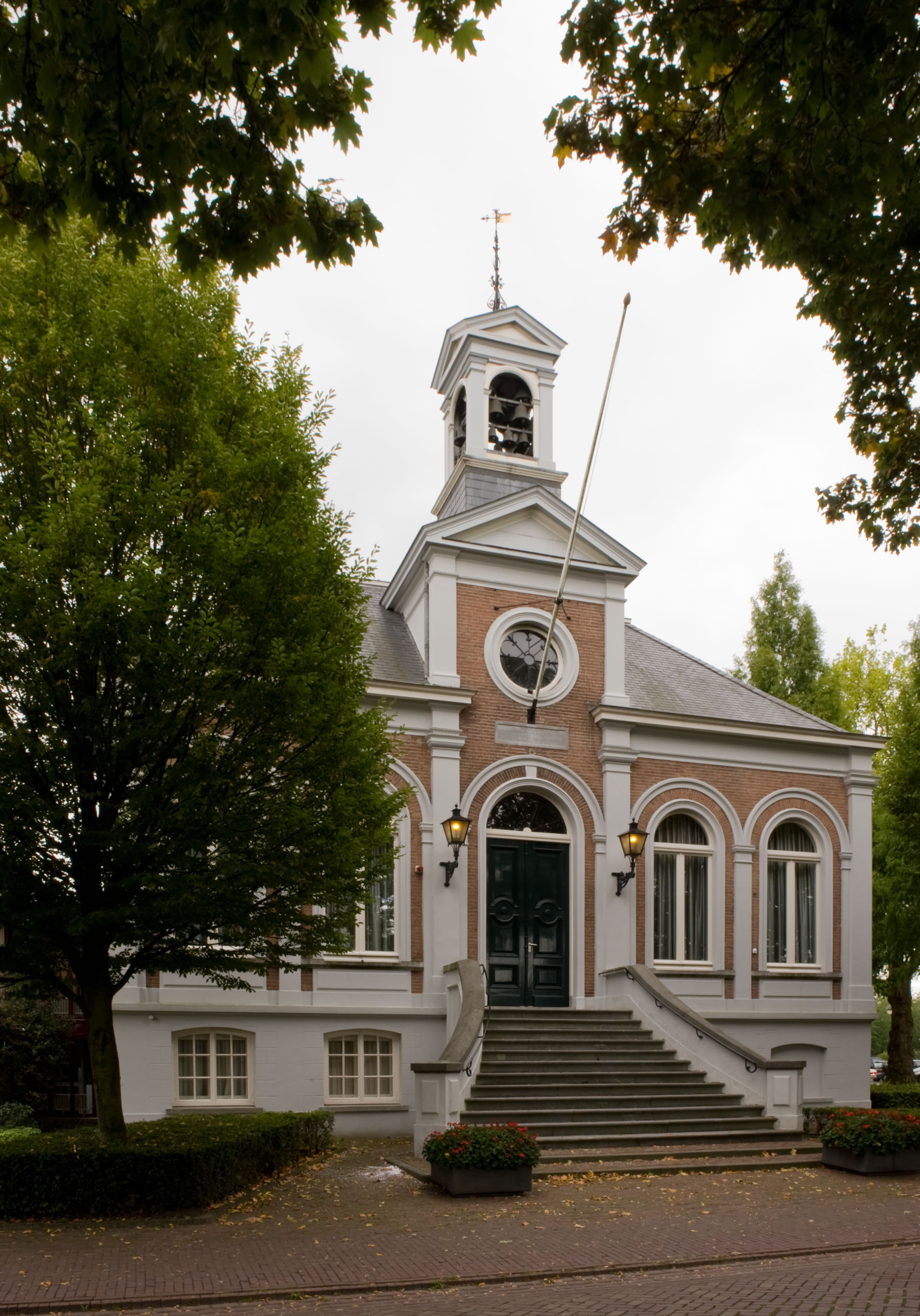
Raadhuis van Vlijmen
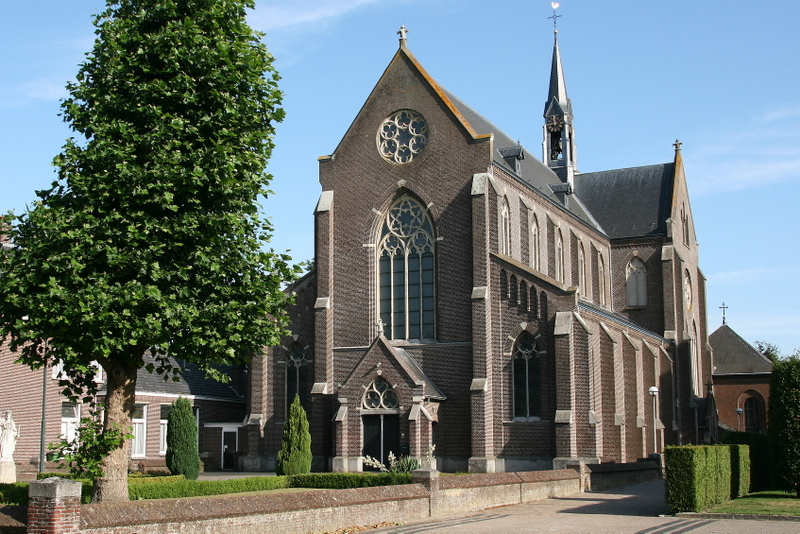
Sint Lambertus Kerk, Haarsteeg
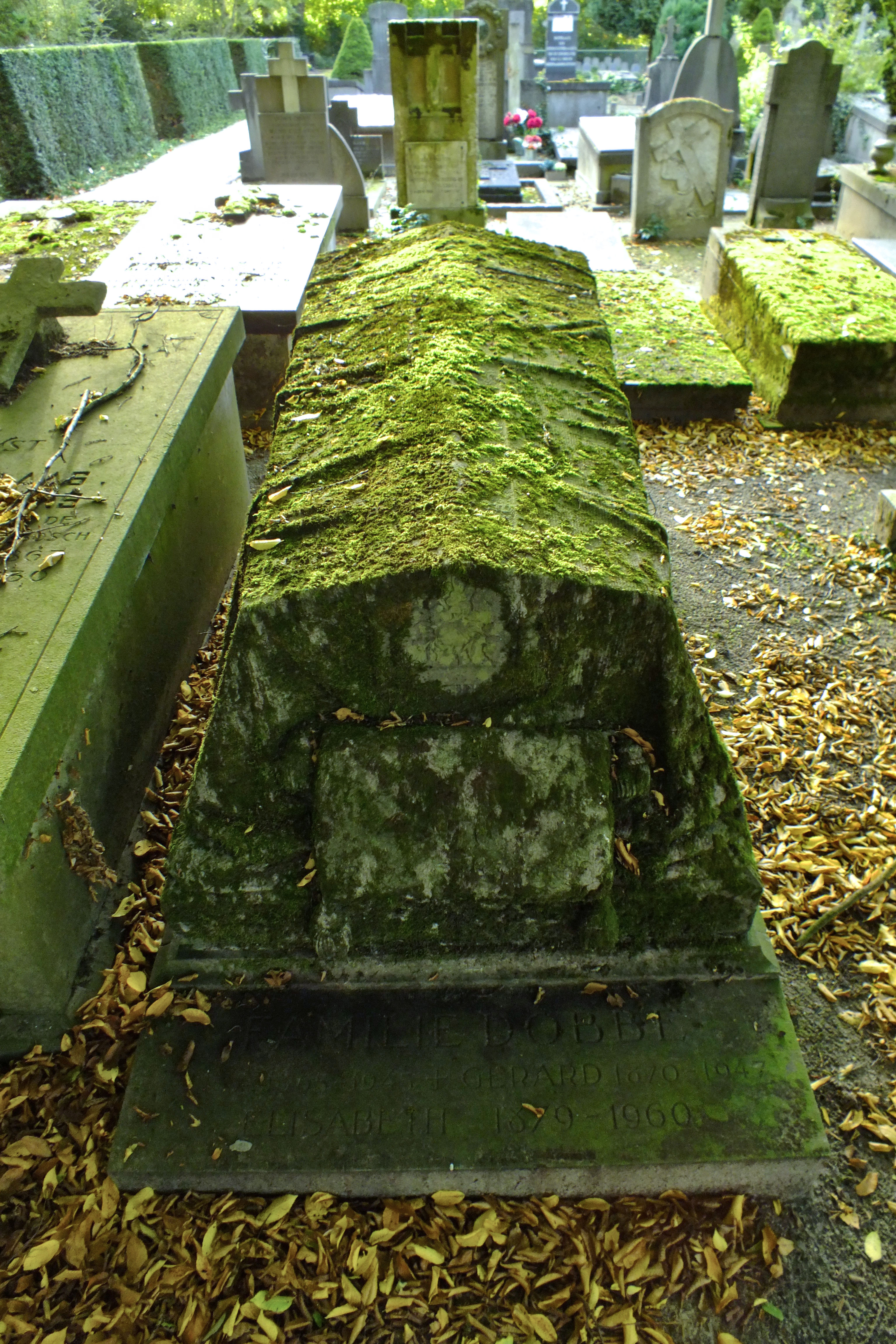
Grafmonument familie Dobbe